# Мавзолей Айжигит-калпе
Мавзолей Айжиги́т-калпе́ (каз. Айжігіт қалпе кесенесі) — памятник архитектуры в Мойынкумском районе Жамбылской области Казахстана. Построен в 1902 году мастером Кемпирбаем над захоронением святого (авлия) Айжигит-калпе. Находится в 30 км к северу от села Кумозек. Построен из сырцового кирпича. Двухкамерное сооружение перекрыто высокими коническими куполами. С северо-восточной и северо-западной сторон пристроены две ограды. Малая камера сообщается с большой и боковой оградами, большая связана с последней через оконный проём. C северо-запада ограда не сообщается ни с одним помещением, в ней находится погребение.